# Marvel Puzzle Quest
Marvel Puzzle Quest — компьютерная игра, разработанная Demiurge Studios и выпущенная 3 октября 2013 года компаниями D3 Publisher и Marvel Entertainment. Является частью серии Puzzle Quest. Распространяется по модели free-to-play. Геймплей представляет собой жанр «три в ряд». Действие происходит во вселенной Marvel и включает в себя 254 персонажа из неё.

## Геймплей
Игрок собирает команду из трёх супергероев или суперзлодеев Marvel, противостоя другой группе и играя в «три в ряд». Каждое совпадение с цветовой кодировкой наносит урон противнику, давая при этом очки действия, за которые можно получить специальные навыки. Драгоценные камни исчезают и пополняются сверху по мере их сопоставления. Когда они совпадают, шесть цветов драгоценных камней на доске дают энергию, которую можно использовать для выполнения специальных приёмов.

## Отзывы
Все взаимосвязанные механики Marvel Puzzle Quest делают игру увлекательной на каждом уровне. Борьба с другими игроками, развитие сюжета, управление здоровьем и прогрессом персонажей происходят одновременно, и всё это означает, что есть постоянные проблемы и цели, к которым нужно стремиться. Marvel Puzzle Quest не просто оправдывает ожидания от своего названия, а превосходит их.
| Сводный рейтинг | Сводный рейтинг |
| Агрегатор       | Оценка          |
| --------------- | --------------- |
| GameRankings    | 74,60 %         |

В IGN игре дали оценку 9,1 из 10. В Touch Arcade ей вручили 4 звезды из 5, назвав «навязчивой, тошнотворно играбельной» и написав, что по сравнению с другими играми Puzzle Quest, эта — более просчитана и стратегична; она делает упор на командные бои, а не индивидуальные. На сайте-агрегаторе рецензий Metacritic игра имеет рейтинг 74 из 100 на основе 14 отзывов. Журналист из MacLife сказал, что игра «хорошо оживляет жанр „три в ряд“ для поклонников комиксов».
Marvel Puzzle Quest — лауреат премии Tabby Award (2014) в номинации «Best Android Apps and Games» в категории «Game: Puzzle, Cards & Family».